# タイ・ゲイニー
テルマンチ・ゲイニー（Telmanch "Ty"  Gainey, 1960年12月25日 - ）は、アメリカ合衆国サウスカロライナ州出身の元プロ野球選手（外野手）。
オリックス・ブルーウェーブでの登録名は「タイゲイニー」。この登録名の由来はタイ・カッブで、姓と名をつなげて読んでほしいとの希望によるものであった。台湾球界での登録名は「泰甘力」。

## 経歴
1979年のMLBドラフト2巡目でヒューストン・アストロズに指名され契約。
1985年にメジャー初昇格。しかし、メジャーに定着することはできなかった。
1991年はリーガ・メヒカーナ・デ・ベイスボルのメキシコシティ・レッドデビルズに入団。
1992年には、47本塁打を放った。
1993年にNPBのオリックス・ブルーウェーブに入団。開幕当初は成績が振るわなかったが、8月に入って1番打者に定着すると打棒が爆発し、9月には打率.352、11本塁打で月間MVPを受賞した。結果、規定打席未満ながら打率.290、23本塁打、43打点、出塁率.412（リーグ1位の辻発彦が.395）、長打率.565（リーグ1位のラルフ・ブライアントが.549）を残した。
1994年はシーズン中、大事な場面でホームランを放った際にチームメイトから「よっ!殿様」と言われた事が気に入ったのか、自ら「殿」とアダ名を付け呼ぶようになった。しかし肝心の成績はシーズン前に右膝軟骨除去手術を受けた影響で成績は大きく低下、同年限りで退団。
1995年から1997年は、再びリーガ・メヒカーナ・デ・ベイスボルのメキシコシティ・レッドデビルズでプレーした。
1998年はCPBLの中信ホエールズでプレーしたが、同年限りで退団。
1999年はリーガ・メヒカーナ・デ・ベイスボルのサルティーヨ・サラペメーカーズでプレーした。
2000年はリーガ・メヒカーナ・デ・ベイスボルのユカタン・ライオンズでプレーし、同年に現役引退。
2019年より、リーガ・メヒカーナ・デ・ベイスボルのオアハカ・ウォーリアーズの打撃コーチに就任した。

## 人物
タイゲイニー退団から4年後の1998年シーズン途中に、藤本博史が福岡ダイエーホークスからトレード移籍した際、ユニフォームの完成が間に合わず、タイゲイニーのユニフォームを着て試合に出場したことがあった。

## 詳細情報

### 年度別打撃成績
| 年 度     | 球 団      | 試 合 | 打 席 | 打 数 | 得 点 | 安 打 | 二 塁 打 | 三 塁 打 | 本 塁 打 | 塁 打 | 打 点 | 盗 塁 | 盗 塁 死 | 犠 打 | 犠 飛 | 四 球 | 敬 遠 | 死 球 | 三 振 | 併 殺 打 | 打 率 | 出 塁 率 | 長 打 率 | O P S |
| --------- | ---------- | ----- | ----- | ----- | ----- | ----- | -------- | -------- | -------- | ----- | ----- | ----- | -------- | ----- | ----- | ----- | ----- | ----- | ----- | -------- | ----- | -------- | -------- | ----- |
| 1985      | HOU        | 13    | 42    | 37    | 5     | 6     | 0        | 0        | 0        | 6     | 0     | 0     | 0        | 1     | 0     | 2     | 0     | 2     | 5     | 0        | .162  | .244     | .162     | .406  |
| 1986      | HOU        | 26    | 56    | 50    | 6     | 15    | 3        | 1        | 1        | 23    | 6     | 3     | 1        | 0     | 0     | 6     | 0     | 0     | 19    | 0        | .300  | .375     | .460     | .835  |
| 1987      | HOU        | 18    | 26    | 24    | 1     | 3     | 0        | 0        | 0        | 3     | 1     | 1     | 0        | 0     | 0     | 2     | 0     | 0     | 9     | 0        | .125  | .192     | .125     | .317  |
| 1993      | オリックス | 98    | 374   | 310   | 58    | 90    | 14       | 1        | 23       | 175   | 43    | 9     | 6        | 0     | 0     | 63    | 5     | 1     | 102   | 4        | .290  | .412     | .565     | .976  |
| 1994      | オリックス | 78    | 327   | 278   | 30    | 69    | 12       | 0        | 10       | 111   | 56    | 0     | 1        | 0     | 2     | 45    | 5     | 2     | 83    | 10       | .248  | .355     | .399     | .754  |
| 1998      | 中信       | 94    | 395   | 327   | 66    | 123   | 25       | 0        | 21       | 211   | 83    | 2     | 1        | 0     | 2     | 60    | 10    | 6     | 63    | 8        | .376  | .478     | .645     | 1.124 |
| MLB：3年  | MLB：3年   | 57    | 124   | 111   | 12    | 24    | 3        | 1        | 1        | 32    | 7     | 4     | 1        | 1     | 0     | 10    | 0     | 2     | 37    | 0        | .216  | .293     | .288     | .581  |
| NPB：2年  | NPB：2年   | 176   | 701   | 588   | 88    | 159   | 26       | 1        | 33       | 286   | 99    | 9     | 7        | 0     | 2     | 108   | 10    | 3     | 185   | 14       | .270  | .385     | .486     | .872  |
| CPBL：1年 | CPBL：1年  | 94    | 395   | 327   | 66    | 123   | 25       | 0        | 21       | 211   | 83    | 2     | 1        | 0     | 2     | 60    | 10    | 6     | 63    | 8        | .376  | .478     | .645     | 1.124 |

### 表彰
NPB
- 月間MVP：1回（1993年9月）

CPBL
- 月間MVP：1回（1998年8月）

### 記録
NPB
- 初出場：1993年4月10日、対千葉ロッテマリーンズ1回戦（グリーンスタジアム神戸）、9回裏に石嶺和彦の代打で出場
- 初先発出場：1993年4月15日、対西武ライオンズ3回戦（グリーンスタジアム神戸）、6番・左翼手として先発出場
- 初安打・初打点：同上、6回裏に杉山賢人から適時打
- 初本塁打：1993年4月20日、対近鉄バファローズ1回戦（日生球場）、3回表に高柳出己からソロ

### 背番号
- 24 （1985年 - 1987年）
- 42 （1993年 - 1994年、1998年）

### 登録名
- タイゲイニー（1993年 - 1994年）
- 泰甘力（1998年）